# Gonomyia hyperion
Gonomyia hyperion är en tvåvingeart som beskrevs av Alexander 1956. Gonomyia hyperion ingår i släktet Gonomyia och familjen småharkrankar. Inga underarter finns listade i Catalogue of Life.